# نیم تخته

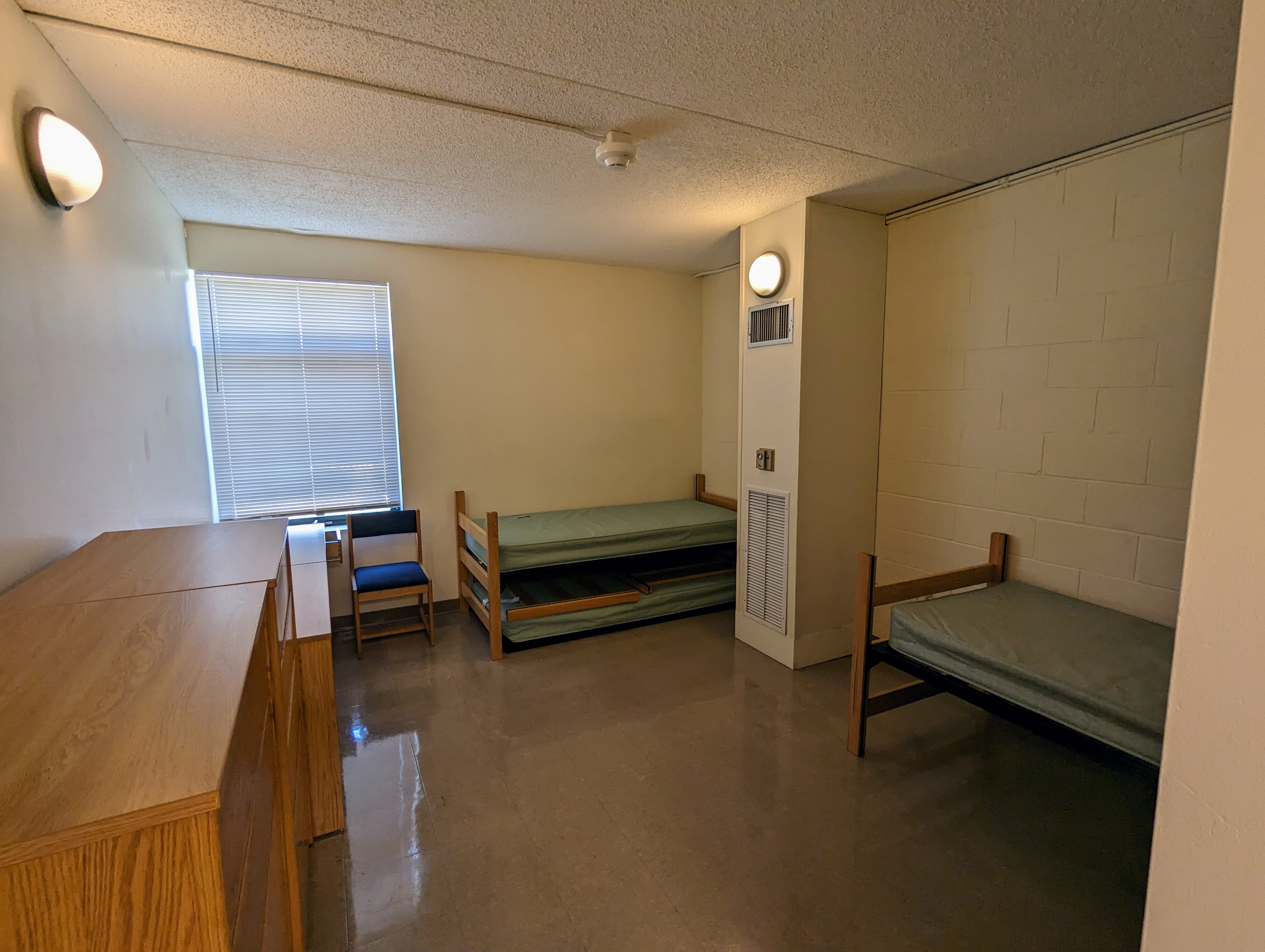
یک اتاق پذیرایی در کالج اندیکوت، ماساچوست، ایالات متحده آمریکا

نیم تخته یا نیمه پانسیون نام یک نوع پذیرایی در طول اقامت مسافرتی مانند هتل یا مهمانپذیر است که بیشتر در کشورهای آلمانی زبان، به عنوان خدمات در هتل‌ها، مطرح می‌شود.

## تعریف
طبق استاندارد DIN EN ISO 18513 شماره ۲٫۴٫۳، نیم تخته شامل اقامت و همچنین صبحانه و ناهار یا شام است. بیشتر اوقات به جای ناهار، شام ارائه می‌شود. (DIN EN ISO 18513 No. 2.4.4).
DIN EN ISO 18513 مربوطه (اصطلاحات و تعاریف خدمات گردشگری) هیچ اظهارنظر صریحی در مورد نوشیدنی‌ها بیان نمی‌کند: شماره ۲٫۴٫۲ تا ۲٫۴٫۴ محدود به لیست صبحانه، ناهار و شام است. فقط در ورودی شماره ۲٫۴٫۵ برای نوشیدنی‌های فراگیر به‌عنوان محتوا توضیح داده شده است. طبق شماره ۳٫۱٫۱، صبحانه ساده باید حاوی «حداقل نان، کره، مارمالاد و/یا مربا و یک نوشیدنی گرم» باشد. در منطقه توریستی معمولاً صبحانه گسترده یا بوفه صبحانه با غذاها و نوشیدنی‌های دیگر ارائه می‌شود.
برخی از هتل‌ها نیز «نیم تخته پلاس» را به عنوان تخته ارائه می‌دهند. علاوه بر خدمات معمولی، نوشیدنی همراه با غذا یا میان‌وعده را می‌توان در آن گنجاند.
در اسناد مسافرتی، نیم تخته اغلب به اختصار H یا HP گفته می‌شود. با این حال، هیچ مخفف یکنواختی وجود ندارد.

## ادبیات
- هلموت اچ. بورمن: الزام به علامت گذاری قیمت‌ها. Springer Fachmedien Wiesbaden GmbH, Wiesbaden, ISBN 978-3-663-14702-2.
- Volker Duncklenberg, Rudolf E. Kamphausen: حساب برای آژانس‌های مسافرتی. Springer Fachmedien Wiesbaden GmbH, Wiesbaden 1993, ISBN 978-3-409-18608-7.

## انواع دیگر وعده‌های خوراکی
- تخته کامل
- فراگیر - عمومی - کلی
- تخت و صبحانه
- خودکفایی